# 鹽山-斯瓦蒂森山國家公園
鹽山-斯瓦蒂森山國家公園（挪威語：Saltfjellet–Svartisen nasjonalpark）是位於挪威北部的一座公家公園。鹽山-斯瓦蒂森山國家公園的面積達2,102平方（812平方英里），是挪威面積最大的國家公園之一，也是挪威最具地形多樣性的國家公園之一。